# Gérard Noguès
Gérard Noguès est un syndicaliste français.

## Biographie
Né à Artix le 25 février 1953, Gérard Noguès est élève à l'École nationale des techniciens de l'équipement puis est affecté au Service technique des bases aériennes au milieu des années 1970.
Dès le début de sa carrière professionnelle, il milite au syndicat Force ouvrière. En 1983 il devient secrétaire général du syndicat national de l'Équipement.
Le 2 décembre 1996, il est élu au secrétariat de la Fédération générale des fonctionnaires - Force ouvrière (FGF FO)  et en devient secrétaire général adjoint, puis secrétaire général au congrès d'Angers en juin 2003.
En 2003, il s'oppose au projet du Premier ministre Jean-Pierre Raffarin de transférer 150 000 fonctionnaires d'État aux collectivités territoriales. En 2005, il porte les revendications salariales des fonctionnaires. En 2006, c'est à Dominique de Villepin et Jean-François Copé qu'il fait face pour rejeter leur projet de suppression de 15 000 postes de fonctionnaires. 
Il est décédé dans la nuit du 20 au 21 décembre 2008. Il était membre du conseil d'administration de l'École nationale d'administration.